# Copa Simón Bolívar 2020 (Bolivia)
La Copa Simón Bolívar 2020 fue la 32.ª edición del torneo de la Copa Simón Bolívar.
Esta nueva edición del torneo se caracterizó por una ampliación de los equipos participantes de 21 hasta 37, que compuso un formato de torneo diferente al de las pasadas ediciones. Siendo que este nuevo formato otorga un cupo adicional a cada una de las asociaciones departamentales que componen la División Aficionados. Sin embargo, por causa de la crisis de la pandemia mundial relacionada con la enfermedad COVID-19 y todo el impacto que provocó en el territorio boliviano, la Federación Boliviana de Fútbol decidió optar por la suspensión de todos sus torneos relacionados con la temporada 2020 según las instrucciones estatales, quedando así el inicio de la Copa Simón Bolívar 2020 en suspensión.
Tras un Concejo llevado a cabo el día 14 de septiembre, por parte de la división Aficionados de la Federación, se decidió aceptar la realización de la Copa Simón Bolívar durante la gestión 2020, ya tras una previa consulta con el Gobierno Nacional y las nueve asociaciones departamentales, dándose como fecha tentativa del inicio de la competición al día 7 de noviembre. También se decidió efectuar la ampliación de la apertura del libro de pases para los clubes que harán parte de ella desde el día 2 hasta el 29 de octubre.
Este nuevo formato inicialmente se iba a basar en la modalidad actual que ocupa la Copa Libertadores. Pero debido a la corta duración del torneo, los directivos máximos de la división Aficionados ya declararon que el sistema de juego de este torneo irá a cambiar de forma excepcional, tomando en cuenta la imposibilidad que implicaría seguir el formato Copa previsto a inicios de año. Durante el Consejo de la División Aficionados llevado a cabo el 1 de octubre en la ciudad de Cochabamba, se ratificó el inicio del torneo durante las fechas establecidas y un nuevo formato de torneo especial por la temporada. 
Durante un nuevo Congreso de la misma Federación Boliviana de Fútbol en sus ramas Profesional y Aficionado llevado a cabo el día 14 de noviembre, en el que se nombró a un nuevo presidente de la Federación, también se acordó ratificar los dos cupos de ascensión para la siguiente temporada, eliminando el cupo por ascenso indirecto al acordar que la división Profesional no tendrá descensos durante esta temporada, confirmando así la ampliación de la Primera División Boliviana a un margen de 16 equipos para la temporada 2021, una decisión tomada a cabo a inicios de la gestión 2020.
Finalmente, el 26 de diciembre concluyó el torneo con la consagración del club Real Tomayapo como campeón, tras derrotar como visitante al club Independiente Petrolero por 1 a 0 (tras un partido de ida donde Independiente derrotó a Tomayapo por 3 a 1), forzando así a una tanda de penales definitoria, donde el conjunto tarijeño se impuso por un margen de 5 a 4.

## Información del torneo

### Ampliación de cupos
Esta nueva edición de la Copa Simón Bolívar se expande de la cantidad habitual de 21 equipos hasta 37, (incluyendo al descendido de la Primera División) tras el Consejo de la División Aficionados, llevado a cabo en enero de 2020, en la ciudad de Santa Cruz de la Sierra. Este nuevo proyecto de formato incluía integrar un cupo adicional para cada asociación departamental, es decir, al tercer lugar de las categorías máximas de cada uno: la categoría Primera "A" respectiva.
Sin embargo, de inicio, esta nueva propuesta encontró cierta oposición al inicio por parte de muchas asociaciones y clubes clasificados de antemano, debido a un diseño preliminar con muchos partidos, que incurriría en gastos administrativos elevados.
Finalmente, tras ciertas adaptaciones y consensos con las diferentes asociaciones, la división Aficionados terminaría confirmando la realización del torneo bajo la nueva modalidad con la aprobación del reglamento del Torneo, siendo revelado en marzo del mismo año, por Rolando Aramayo, director de la División Aficionados de la FBF, ante una entrevista con el diario Los Tiempos.
Dentro de esta nueva modalidad, se incluye al Torneo Nacional Interprovincial, que era un torneo que clasificaba equipos a esta Copa, que termina por integrarse a la Copa Simón Bolívar en su primera fase.

### Cantidad de ascensos a la División Profesional
Originalmente, el sistema de premiación había incluido la otorgación de dos cupos para el ascenso a la División Profesional en la Temporada 2021, asignados para el campeón y subcampeón de este torneo. Sin embargo, en marzo de 2020, tras el acuerdo con la Asociación Nacional de Fútbol, no se habría hecho mención a los dos ascensos, sino al clásico sistema existente: El campeón conserva su puesto de ascenso, pero el subcampeón jugaría el derecho a la serie de partidos por el ascenso indirecto en esta temporada 2020.
Sin embargo, la confirmación de este apartado queda únicamente sujeto a la confirmación de la Federación Boliviana de Fútbol, que en la negociación de los derechos televisivos se planea expandir el número de equipos en la Primera División Profesional de 14 hasta 16 para la temporada 2021 en un ampliado de la misma Federación Boliviana de Fútbol, en sus ramas profesional y aficionados, inicialmente prevista para fines de abril de 2020.

### Participación de Destroyers
La participación del equipo descendido de la temporada 2019, el club Destroyers está prevista en este torneo, a pesar de que en el Consejo de la División Profesional de inicios de año, que determinó su posible retorno a la máxima categoría para la temporada 2021, de nuevo, sujeto a la ampliación de la Primera División a 16 equipos.
Durante el Consejo de la División Profesional llevado a cabo el 14 de noviembre, se determinó que el cupo otorgado al equipo para la temporada 2021 no tendría lugar sino que el equipo debiese jugar la Copa Simón Bolívar, al cual el equipo ya había renunciado jugar antes de su inicio.

### Suspensión del inicio del torneo por la pandemia del COVID-19
El 16 de marzo, tras la detección de los primeros casos de COVID-19 en el territorio boliviano, la emisión de los decretos supremos referentes a la orden de la cuarentena a nivel nacional y la recomendación de las asociaciones superiores FIFA y CONMEBOL, la Federación Boliviana de Fútbol decidió suspender el desarrollo de todas sus competiciones deportivas en las divisiones Profesional y Aficionado, lo que incluía el Torneo Apertura de la Primera División, y también, el inicio de la Copa Simón Bolívar, que tenía planificado iniciar su primera fase: el Torneo Nacional Interprovincial 2020 entre los meses de abril y mayo.
Con el transcurso de los meses, y tras la evolución ascendente de las cifras de contagiados, aún no se llegó a un acuerdo de reapertura de los torneos nacionales entre los delegados de ambas divisiones Profesional y Aficionado por lo que se llegó a considerar otras opciones de reanudación del torneo como la postergación de la Copa Simón Bolívar 2020 para la gestión 2021 con el formato actual, o de la reducción de cupos a utilizarse en el torneo. Tras una entrevista con el diario Los Tiempos, Rolando Aramayo, el presidente de la Comisión de Competiciones de la Federación Boliviana de Fútbol (FBF), desmintió que entre las disposiciones tomadas por el Consejo de la División Aificonados, se haya decidido la reducción de los cupos para cada asociación departamental, lo que supondría una modificación radical al reglamento del campeonato aprobado a inicios de la gestión. Sin embargo, debido a la corta duración que pueda incurrir el torneo, sostuvo que posibles modificaciones al formato de competición de la Copa aún no se descartan del todo.

## Clubes participantes

### Distribución geográfica de los Clubes
En cursiva y negrita, los representantes respectivos de las ligas interprovinciales del departamento en cuestión.
| Departamento              | Club (y Condición)                                                                     |
| ------------------------- | -------------------------------------------------------------------------------------- |
| Beni (ABF) 4 cupos        | Deportivo Kivon Subcampeón del Torneo ABF 2019                                         |
| Beni (ABF) 4 cupos        | F. C. Libertad Gran Mamoré Tercer lugar del Torneo ABF 2019                            |
| Beni (ABF) 4 cupos        | Blooming de Guayaramerín Campeón interprovincial                                       |
| Chuquisaca (ACHF) 3 cupos | Independiente Petrolero Campeón del Torneo Clausura ACHF 2019                          |
| Chuquisaca (ACHF) 3 cupos | Fancesa Subcampeón del Torneo Clausura ACHF 2019                                       |
| Chuquisaca (ACHF) 3 cupos | Real Monteagudo Campeón interprovincial                                                |
| Cochabamba (AFC) 3 cupos  | Cochabamba F. C. Campeón del Torneo Clausura AFC 2019/20                               |
| Cochabamba (AFC) 3 cupos  | Municipal Tiquipaya Subcampeón del Torneo Clausura AFC 2019/20                         |
| Cochabamba (AFC) 3 cupos  | Enrique Happ Tercer lugar del Torneo Clausura AFC 2019/20                              |
| La Paz (AFLP) 2 cupos     | Deportivo FATIC Primer lugar del Torneo Apertura AFLP 2020                             |
| La Paz (AFLP) 2 cupos     | Chaco Petrolero Segundo lugar del Torneo Apertura AFLP 2020                            |
| Oruro (AFO) 4 cupos       | Empresa Minera Huanuni Campeón del Torneo AFO 2019                                     |
| Oruro (AFO) 4 cupos       | SUR-CAR Subcampeón del Torneo AFO 2019                                                 |
| Oruro (AFO) 4 cupos       | Oruro Royal Tercer lugar del Torneo AFO 2019                                           |
| Oruro (AFO) 4 cupos       | AMDECAR Campeón interprovincial                                                        |
| Pando (APF) 3 cupos       | Vaca Díez Campeón del Torneo Clausura APF 2019/20                                      |
| Pando (APF) 3 cupos       | Mariscal Sucre Subcampeón del Torneo Clausura APF 2019/20                              |
| Pando (APF) 3 cupos       | Universitario de Pando Vencedor PlayOff Semifinalistas del Torneo Clausura APF 2019/20 |
| Potosí (AFP) 4 cupos      | Stormers San Lorenzo Campeón del Torneo AFP 2019                                       |
| Potosí (AFP) 4 cupos      | Deportivo Cervecería Subcampeón del Torneo AFP 2019                                    |
| Potosí (AFP) 4 cupos      | Rosario Central Tercer lugar del Torneo AFP 2019                                       |
| Potosí (AFP) 4 cupos      | Sol Radiante de Llallagua Campeón interprovincial                                      |
| Santa Cruz (ACF) 3 cupos  | Ferroviario Subcampeón del Torneo Clausura ACF 2019                                    |
| Santa Cruz (ACF) 3 cupos  | Torre Fuerte Tercer lugar del Torneo Clausura ACF 2019                                 |
| Santa Cruz (ACF) 3 cupos  | Satélite Norte F. C. Campeón interprovincial                                           |
| Tarija (ATF) 4 cupos      | Atlético Bermejo Campeón del Torneo Clausura ATF 2019                                  |
| Tarija (ATF) 4 cupos      | Real Tomayapo Subcampeón del Torneo Clausura ATF 2019                                  |
| Tarija (ATF) 4 cupos      | García Agreda Tercer lugar del Torneo Clausura ATF 2019                                |
| Tarija (ATF) 4 cupos      | Quebracho Campeón interprovincial                                                      |

##### Aclaraciones
1. 1 2 3 4  Participación condicionada por la aceptación del propio club y su respectiva presentación de protocolos de bioseguridad necesarios contra el avance del virus COVID-19 y para la realización de las prácticas deportivas[19]

### Información de los clubes
Los equipos participantes se clasificarán a lo largo del año a través de las competiciones departamentales llevados a cabo entre las gestiones 2019 y 2020. En cursiva, los equipos debutantes en la competición.
| Club                                                         | Entrenador         | Ciudad                  | Estadio                      | Capacidad   | Patrocinador                       |
| ------------------------------------------------------------ | ------------------ | ----------------------- | ---------------------------- | ----------- | ---------------------------------- |
| Club Independiente Petrolero                                 | Marcelo Robledo    | Sucre                   | Olímpico Patria              | 30 000      | Universidad Domingo Savio          |
| Academia Deportiva Fancesa                                   | Jhonny Serrudo     | Sucre                   | Olímpico Patria              | 30 000      | Cemento Fancesa                    |
| Club Empresa Minera Huanuni                                  | Domingo Sánchez    | Huanuni                 | Manuel Flores                | 15 000      | E.M. Huanuni                       |
| Club Deportivo SUR-CAR                                       | Roberto Pérez      | Oruro                   | Jesús Bermúdez               | 32 000      | Redif                              |
| Oruro Royal Club                                             | Daniel Gómez       | Oruro                   | Jesús Bermúdez               | 32 000      | Concretos INCONCRET                |
| Club Atlético Bermejo                                        | Alexis Sánchez     | Bermejo                 | Fabián Tintilay              | 5000        | INPROCESS S.R.L.                   |
| Club Deportivo Real Tomayapo                                 | Horacio Pacheco    | Tarija                  | IV Centenario                | 20 000      | Importadora NISOL                  |
| Club Deportivo García Agreda                                 | Juan Maraude       | Tarija                  | IV Centenario                | 20 000      | Lubricantes Ipiranga               |
| Club Deportivo Ferroviario                                   | Gabriel Ramírez    | Santa Cruz de la Sierra | Edgar Peña                   | 20 000      | Universidad Nacional Ecológica     |
| Club Deportivo Torre Fuerte                                  | Claudio Chacior    | Santa Cruz de la Sierra | Municipal Villa 1.° de Mayo  | 7000        | Solvibol                           |
| Club Deportivo Kivón                                         | Sergio Ayoropa     | Trinidad                | José Lorgio Zambrano         | 3000        | AUPSTRIS S.R.L.                    |
| Libertad Gran Mamoré Fútbol Club                             | Christian Reynaldo | Trinidad                | José Lorgio Zambrano         | 3000        | ENDE del Beni                      |
| Club Vaca Díez                                               | Wilson Escalante   | Cobija                  | Roberto Jordán Cuéllar       | 24 000      | Bandera de Bolivia                 |
| Club Deportivo Mariscal Sucre                                | Armando Ibáñez     | Cobija                  | Roberto Jordán Cuéllar       | 24 000      | VTS                                |
| Club Quebracho                                               | José Sánchez       | Villa Montes            | Defensores de Villamontes    | 5000        | Gobierno Municipal de Villamontes  |
| Club Deportivo Real Monteagudo                               | Sergio Peducassé   | Monteagudo              | "Saúl Abdenur" de Monteagudo | 5000        |                                    |
| Cochabamba Fútbol Club                                       | Marcelo Claros     | Cochabamba              | Complejo Olympia             | 2000        | Comercial MÁFER Plásticos          |
| Club Municipal Tiquipaya                                     | Diomedes Peña      | Tiquipaya               | Sebastián Ramírez            | 5000        | Marmolería RigroMAR                |
| Escuela de Fútbol Enrique Happ                               | Aldo Inturias      | Entre Ríos              | Municipal de Entre Ríos      | 12 000      | Representaciones Llave             |
| Club Stormers San Lorenzo                                    | Dailer Gutiérrez   | Llallagua-Catavi        | Serafín Ferreira             | 7000        | Gobierno Municipal de Llallagua    |
| Club Asociación Municipal Deportiva de Caracollito (AMDECAR) | Luis Choque        | Soracachi - Oruro       | Gilberto Fiengo              | 0           |                                    |
| Club Deportivo Cervecería Nacional Potosí                    | Edgar Cervantes    | Potosí                  | Víctor Agustín Ugarte Potosí | 28 000 7000 | Potosina Pilsener                  |
| Club Atlético Nacional Rosario Central                       | Ronal Villafuerte  | Potosí                  | Víctor Agustín Ugarte Potosí | 28 000 7000 | MARITEX                            |
| Club Sol Radiante de Llallagua                               | Charles R. Aro Zom | Llallagua-Catavi        | Serafín Ferreira             | 7000        | Gobierno Municipal de Llallagua    |
| Club Deportivo FATIC                                         | Adrián Romero      | El Alto                 | Municipal de El Alto         | 25 000      | Terrenos San Francisco             |
| Club Deportivo Chaco Petrolero                               | Alejandro Ramos    | El Alto                 | Complejo Ciudad Satélite     | 4000        | REQUELME Indumentarias             |
| Satélite Norte Fútbol Club                                   | Juan Carlos Farah  | Warnes                  | Samuel Vaca                  | 6000        |                                    |
| Club Deportivo Blooming de Guayaramerín                      | Denis Peña         | Guayaramerín            | Aldo Bravo Monasterios       | 1000        | Gobierno Municipal de Guayaramerín |
| Club Universitario de Pando                                  | Jorge Klisman Vaca | Cobija                  | Roberto Jordán Cuéllar       | 24 000      |                                    |
| Actualizado el 31 de octubre de 2020                         |                    |                         |                              |             |                                    |

### Desistencias
- Destroyer's (Santa Cruz): Clasificado como Equipo relegado de la División Profesional en la temporada 2019. Renunció a jugar el torneo asegurando que su ascensión pendiente a la Primera División debe ser tratada en un futuro Consejo de la División Profesional.
- Real Kateri (Beni): Clasificado como campeón del campeonato de la ABF 2019. Renunció a jugar el torneo.
- Universidad Cruceña (Santa Cruz): Clasificado como tercero del campeonato de la ACF 2019. Renunció a jugar el torneo.
- Stormers (Chuquisaca): Clasificado como tercer lugar del campeonato de la AChF 2019. Renunció a jugar el torneo.
- Deportivo Achocalla (La Paz): Clasificado como campeón provincial 2019 de la AFLP. No fue inscrito al torneo en los plazos establecidos.
- Unión Maestranza (La Paz): Clasificado como Tercer lugar del Torneo Apertura AFLP 2020. Renunció a jugar el torneo.
- Los cupos destinados a los campeones provinciales de Cochabamba y Pando fueron declarados desiertos por sus respectivas asociaciones departamentales.

#### Cambios de entrenadores

##### Pretemporada
| Equipo          | Entrenador Saliente | Último Partido                        | Fecha    | Entrenador Sucesor |
| --------------- | ------------------- | ------------------------------------- | -------- | ------------------ |
| Deportivo FATIC | Óscar Ramirez       | Deportivo FATIC 2 vs. E. M. Huanuni 3 | Amistoso | Adrián Romero      |

##### Durante la Copa
| Equipo           | Pos.          | Entrenador Saliente | Último Partido                         | Fecha | Entrenador Sucesor | Fecha Debut |
| ---------------- | ------------- | ------------------- | -------------------------------------- | ----- | ------------------ | ----------- |
| Atlético Bermejo | 4.° - Grupo I | Daniel Juárez       | Atlético Bermejo 0 vs. Real Tomayapo 1 | 4     | Alexis Sánchez     | 5           |

### Jugador categoría Sub-20
El Consejo de la División Profesional aprobó la inclusión obligatoria de un jugador de la categoría sub-20 durante 90 minutos.

### Jugadores categoría Sub-28
Edad máxima de 28 años en todos los planteles, se pueden tener un máximo de 3 jugadores mayores de 28 años.

### Jugadores extranjeros
Cada equipo pudo incluir dentro de su lista un máximo de cuatro jugadores extranjeros ,permitiéndose un máximo de 3 jugadores extranjeros simultáneos en cancha. Los jugadores extranjeros que posean nacionalidad boliviana, pueden ser inscritos como jugadores bolivianos, pero en el terreno de juego cuentan como extranjeros. Los jugadores extranjeros que tengan uno o los dos padres bolivianos, son bolivianos en las listas y en el terreno de juego. Durante el período de fichajes los equipos pueden tener más de 4 jugadores extranjeros en sus filas siempre y cuando el jugador no esté inscrito reglamentariamente.
| Por definir | Bandera de ? | Bandera de ? | Bandera de ? | Bandera de ? | Bandera de ? | Bandera de ? |

## Primera fase - Departamental

### Equipos participantes
| Equipos Campeones | Equipos Subcampeones | Equipos en Tercer Lugar                                                                                  | Equipos Provinciales                                                                                     |
| --- | --- | --- | --- |
| - Independiente Petrolero - Empresa Minera Huanuni - Atlético Bermejo - Ferroviario - Vaca Díez - Cochabamba F. C. - Stormers San Lorenzo - Deportivo FATIC | - Fancesa - SUR-CAR - Real Tomayapo - Torre Fuerte - Deportivo Kivón - Mariscal Sucre - Municipal Tiquipaya - Deportivo Cervecería - Chaco Petrolero | - Oruro Royal - García Agreda - Libertad F. C. - Enrique Happ - Universitario de Pando - Rosario Central | - Quebracho - Real Monteagudo - AMDECAR - Sol Radiante - Satélite Norte F. C. - Blooming de Guayaramerín |

|  | Equipos clasificados a la Segunda fase. |
|  | Equipos eliminados de la competición.   |

### Grupo A - Beni (ABF)
| Pos. | Equipo                   | Pts. | PJ | PG | PE | PP | GF | GC | DG |
| ---- | ------------------------ | ---- | -- | -- | -- | -- | -- | -- | -- |
| 1.°  | Libertad F.C.            | 8    | 4  | 2  | 2  | 0  | 8  | 4  | +4 |
| 2.°  | Deportivo Kivón          | 5    | 4  | 1  | 2  | 1  | 3  | 4  | −1 |
| 3.°  | Blooming de Guayaramerín | 2    | 4  | 0  | 2  | 2  | 6  | 9  | −3 |

| \| Fecha \| Lugar \| Local \| Resultado \| Visitante \| \| ----------------------- \| -------- \| ------------------------ \| --------- \| ------------------------ \| \| 8 de noviembre de 2020 \| Trinidad \| Libertad F. C. \| 4 : 2 \| Blooming de Guayaramerín \| \| 9 de noviembre de 2020 \| Trinidad \| Deportivo Kivón \| 2 : 1 \| Blooming de Guayaramerín \| \| 10 de noviembre de 2020 \| Trinidad \| Deportivo Kivón \| 0 : 0 \| Libertad F. C. \| \| 11 de noviembre de 2020 \| Trinidad \| Blooming de Guayaramerín \| 2 : 2 \| Libertad F. C. \| \| 12 de noviembre de 2020 \| Trinidad \| Deportivo Kivón \| 1 : 1 \| Blooming de Guayaramerín \| \| 13 de noviembre de 2020 \| Trinidad \| Libertad F. C. \| 2 : 0 \| Deportivo Kivón \| |          |                          |           |                          |
| Fecha | Lugar    | Local                    | Resultado | Visitante                |
| 8 de noviembre de 2020 | Trinidad | Libertad F. C.           | 4 : 2     | Blooming de Guayaramerín |
| 9 de noviembre de 2020 | Trinidad | Deportivo Kivón          | 2 : 1     | Blooming de Guayaramerín |
| 10 de noviembre de 2020 | Trinidad | Deportivo Kivón          | 0 : 0     | Libertad F. C.           |
| 11 de noviembre de 2020 | Trinidad | Blooming de Guayaramerín | 2 : 2     | Libertad F. C.           |
| 12 de noviembre de 2020 | Trinidad | Deportivo Kivón          | 1 : 1     | Blooming de Guayaramerín |
| 13 de noviembre de 2020 | Trinidad | Libertad F. C.           | 2 : 0     | Deportivo Kivón          |

### Grupo B - Chuquisaca (AChF)
| Pos. | Equipo                  | Pts. | PJ | PG | PE | PP | GF | GC | DG  |
| ---- | ----------------------- | ---- | -- | -- | -- | -- | -- | -- | --- |
| 1.°  | Independiente Petrolero | 9    | 4  | 3  | 0  | 1  | 16 | 5  | +11 |
| 2.°  | Fancesa                 | 9    | 4  | 3  | 0  | 1  | 14 | 6  | +8  |
| 3.°  | Real Monteagudo         | 0    | 4  | 0  | 0  | 4  | 1  | 20 | −19 |

| \| Fecha \| Lugar \| Local \| Resultado \| Visitante \| \| ----------------------- \| ----- \| ----------------------- \| --------- \| ----------------------- \| \| 8 de noviembre de 2020 \| Sucre \| Independiente Petrolero \| 4 : 0 \| Real Monteagudo \| \| 11 de noviembre de 2020 \| Sucre \| Real Monteagudo \| 1 : 2 \| Fancesa \| \| 15 de noviembre de 2020 \| Sucre \| Fancesa \| 4 : 3 \| Independiente Petrolero \| \| 17 de noviembre de 2020 \| Sucre \| Real Monteagudo \| 0 : 7 \| Independiente Petrolero \| \| 19 de noviembre de 2020 \| Sucre \| Fancesa \| 7 : 0 \| Real Monteagudo \| \| 21 de noviembre de 2020 \| Sucre \| Independiente Petrolero \| 2 : 1 \| Fancesa \| |       |                         |           |                         |
| Fecha | Lugar | Local                   | Resultado | Visitante               |
| 8 de noviembre de 2020 | Sucre | Independiente Petrolero | 4 : 0     | Real Monteagudo         |
| 11 de noviembre de 2020 | Sucre | Real Monteagudo         | 1 : 2     | Fancesa                 |
| 15 de noviembre de 2020 | Sucre | Fancesa                 | 4 : 3     | Independiente Petrolero |
| 17 de noviembre de 2020 | Sucre | Real Monteagudo         | 0 : 7     | Independiente Petrolero |
| 19 de noviembre de 2020 | Sucre | Fancesa                 | 7 : 0     | Real Monteagudo         |
| 21 de noviembre de 2020 | Sucre | Independiente Petrolero | 2 : 1     | Fancesa                 |

### Grupo C - Cochabamba (AFC)
| Pos. | Equipo              | Pts. | PJ | PG | PE | PP | GF | GC | DG |
| ---- | ------------------- | ---- | -- | -- | -- | -- | -- | -- | -- |
| 1.°  | Cochabamba F. C.    | 8    | 4  | 2  | 2  | 0  | 8  | 6  | +2 |
| 2.°  | Municipal Tiquipaya | 4    | 4  | 0  | 4  | 0  | 3  | 3  | 0  |
| 3.°  | Enrique Happ        | 2    | 4  | 0  | 2  | 2  | 5  | 7  | −2 |

| \| Fecha \| Lugar \| Local \| Resultado \| Visitante \| \| ----------------------- \| ---------- \| ------------------- \| --------- \| ------------------- \| \| 7 de noviembre de 2020 \| Tiquipaya \| Municipal Tiquipaya \| 1 : 1 \| Enrique Happ \| \| 10 de noviembre de 2020 \| Cochabamba \| Cochabamba F. C. \| 1 : 1 \| Municipal Tiquipaya \| \| 13 de noviembre de 2020 \| Cochabamba \| Cochabamba F. C. \| 2 : 1 \| Enrique Happ \| \| 16 de noviembre de 2020 \| Entre Ríos \| Enrique Happ \| 0 : 0 \| Municipal Tiquipaya \| \| 19 de noviembre de 2020 \| Tiquipaya \| Municipal Tiquipaya \| 1 : 1 \| Cochabamba F. C. \| \| 22 de noviembre de 2020 \| Entre Ríos \| Enrique Happ \| 3 : 4 \| Cochabamba F. C. \| |            |                     |           |                     |
| Fecha | Lugar      | Local               | Resultado | Visitante           |
| 7 de noviembre de 2020 | Tiquipaya  | Municipal Tiquipaya | 1 : 1     | Enrique Happ        |
| 10 de noviembre de 2020 | Cochabamba | Cochabamba F. C.    | 1 : 1     | Municipal Tiquipaya |
| 13 de noviembre de 2020 | Cochabamba | Cochabamba F. C.    | 2 : 1     | Enrique Happ        |
| 16 de noviembre de 2020 | Entre Ríos | Enrique Happ        | 0 : 0     | Municipal Tiquipaya |
| 19 de noviembre de 2020 | Tiquipaya  | Municipal Tiquipaya | 1 : 1     | Cochabamba F. C.    |
| 22 de noviembre de 2020 | Entre Ríos | Enrique Happ        | 3 : 4     | Cochabamba F. C.    |

### Grupo D - La Paz (AFLP)
| Pos. | Equipo          | Pts. | PJ | PG | PE | PP | GF | GC | DG |
| ---- | --------------- | ---- | -- | -- | -- | -- | -- | -- | -- |
| 1.°  | Deportivo FATIC | 4    | 2  | 1  | 1  | 0  | 2  | 1  | +1 |
| 2.°  | Chaco Petrolero | 1    | 2  | 0  | 1  | 1  | 1  | 2  | −1 |

| \| Fecha \| Lugar \| Local \| Resultado \| Visitante \| \| ----------------------- \| ------- \| --------------- \| --------- \| --------------- \| \| 17 de noviembre de 2020 \| El Alto \| Deportivo FATIC \| 1 : 1 \| Chaco Petrolero \| \| 21 de noviembre de 2020 \| El Alto \| Chaco Petrolero \| 0 : 1 \| Deportivo FATIC \| |         |                 |           |                 |
| Fecha | Lugar   | Local           | Resultado | Visitante       |
| 17 de noviembre de 2020 | El Alto | Deportivo FATIC | 1 : 1     | Chaco Petrolero |
| 21 de noviembre de 2020 | El Alto | Chaco Petrolero | 0 : 1     | Deportivo FATIC |

### Grupo E - Oruro (AFO)
| Pos. | Equipo                 | Pts. | PJ | PG | PE | PP | GF | GC | DG  |
| ---- | ---------------------- | ---- | -- | -- | -- | -- | -- | -- | --- |
| 1.°  | Oruro Royal            | 5    | 3  | 1  | 2  | 0  | 10 | 3  | +7  |
| 2.°  | Empresa Minera Huanuni | 5    | 3  | 1  | 2  | 0  | 8  | 4  | +4  |
| 3.°  | SUR-CAR                | 5    | 3  | 1  | 2  | 0  | 6  | 3  | +3  |
| 4.°  | AMDECAR                | 0    | 3  | 0  | 0  | 3  | 2  | 16 | −14 |

| \| Fecha \| Lugar \| Local \| Resultado \| Visitante \| \| ----------------------- \| ----- \| ---------------------- \| --------- \| ---------------------- \| \| 7 de noviembre de 2020 \| Oruro \| Oruro Royal \| 7 : 0 \| AMDECAR \| \| 7 de noviembre de 2020 \| Oruro \| Empresa Minera Huanuni \| 1 : 1 \| SUR-CAR \| \| 14 de noviembre de 2020 \| Oruro \| Oruro Royal \| 1 : 1 \| Empresa Minera Huanuni \| \| 14 de noviembre de 2020 \| Oruro \| SUR-CAR \| 3 : 0 \| AMDECAR \| \| 21 de noviembre de 2020 \| Oruro \| AMDECAR \| 2 : 6 \| Empresa Minera Huanuni \| \| 21 de noviembre de 2020 \| Oruro \| Oruro Royal \| 2 : 2 \| SUR-CAR \| |       |                        |           |                        |
| Fecha | Lugar | Local                  | Resultado | Visitante              |
| 7 de noviembre de 2020 | Oruro | Oruro Royal            | 7 : 0     | AMDECAR                |
| 7 de noviembre de 2020 | Oruro | Empresa Minera Huanuni | 1 : 1     | SUR-CAR                |
| 14 de noviembre de 2020 | Oruro | Oruro Royal            | 1 : 1     | Empresa Minera Huanuni |
| 14 de noviembre de 2020 | Oruro | SUR-CAR                | 3 : 0     | AMDECAR                |
| 21 de noviembre de 2020 | Oruro | AMDECAR                | 2 : 6     | Empresa Minera Huanuni |
| 21 de noviembre de 2020 | Oruro | Oruro Royal            | 2 : 2     | SUR-CAR                |

### Grupo F - Pando (APF)
| Pos. | Equipo                 | Pts. | PJ | PG | PE | PP | GF | GC | DG |
| ---- | ---------------------- | ---- | -- | -- | -- | -- | -- | -- | -- |
| 1.°  | Vaca Díez              | 10   | 4  | 3  | 1  | 0  | 5  | 1  | +4 |
| 2.°  | Mariscal Sucre         | 6    | 4  | 2  | 0  | 2  | 7  | 5  | +2 |
| 3.°  | Universitario de Pando | 1    | 4  | 0  | 1  | 3  | 2  | 8  | −6 |

| \| Fecha \| Lugar \| Local \| Resultado \| Visitante \| \| ----------------------- \| ------ \| ---------------------- \| --------- \| ---------------------- \| \| 7 de noviembre de 2020 \| Cobija \| Vaca Díez \| 2 : 1 \| Mariscal Sucre \| \| 10 de noviembre de 2020 \| Cobija \| Mariscal Sucre \| 4 : 1 \| Universitario de Pando \| \| 13 de noviembre de 2020 \| Cobija \| Universitario de Pando \| 0 : 0 \| Vaca Díez \| \| 16 de noviembre de 2020 \| Cobija \| Vaca Díez \| 2 : 0 \| Universitario de Pando \| \| 19 de noviembre de 2020 \| Cobija \| Universitario de Pando \| 1 : 2 \| Mariscal Sucre \| \| 22 de noviembre de 2020 \| Cobija \| Mariscal Sucre \| 0 : 1 \| Vaca Díez \| |        |                        |           |                        |
| Fecha | Lugar  | Local                  | Resultado | Visitante              |
| 7 de noviembre de 2020 | Cobija | Vaca Díez              | 2 : 1     | Mariscal Sucre         |
| 10 de noviembre de 2020 | Cobija | Mariscal Sucre         | 4 : 1     | Universitario de Pando |
| 13 de noviembre de 2020 | Cobija | Universitario de Pando | 0 : 0     | Vaca Díez              |
| 16 de noviembre de 2020 | Cobija | Vaca Díez              | 2 : 0     | Universitario de Pando |
| 19 de noviembre de 2020 | Cobija | Universitario de Pando | 1 : 2     | Mariscal Sucre         |
| 22 de noviembre de 2020 | Cobija | Mariscal Sucre         | 0 : 1     | Vaca Díez              |

### Grupo G - Potosí (AFP)
| Pos. | Equipo               | Pts. | PJ | PG | PE | PP | GF | GC | DG  |
| ---- | -------------------- | ---- | -- | -- | -- | -- | -- | -- | --- |
| 1.°  | Stormers San Lorenzo | 6    | 3  | 2  | 0  | 1  | 11 | 7  | +4  |
| 2.°  | Rosario Central      | 6    | 3  | 2  | 0  | 1  | 7  | 3  | +4  |
| 3.°  | Sol Radiante         | 6    | 3  | 2  | 0  | 1  | 7  | 4  | +3  |
| 4.°  | Deportivo Cervecería | 0    | 3  | 0  | 0  | 3  | 3  | 14 | −11 |

| \| Fecha \| Lugar \| Local \| Resultado \| Visitante \| \| ----------------------- \| ------ \| -------------------- \| --------- \| -------------------- \| \| 8 de noviembre de 2020 \| Potosí \| Stormers San Lorenzo \| 2 : 5 \| Sol Radiante \| \| 8 de noviembre de 2020 \| Potosí \| Deportivo Cervecería \| 1 : 5 \| Rosario Central \| \| 10 de noviembre de 2020 \| Potosí \| Deportivo Cervecería \| 1 : 7 \| Stormers San Lorenzo \| \| 11 de noviembre de 2020 \| Potosí \| Sol Radiante \| 0 : 1 \| Rosario Central \| \| 14 de noviembre de 2020 \| Potosí \| Sol Radiante \| 2 : 1 \| Deportivo Cervecería \| \| 15 de noviembre de 2020 \| Potosí \| Rosario Central \| 1 : 2 \| Stormers San Lorenzo \| |        |                      |           |                      |
| Fecha | Lugar  | Local                | Resultado | Visitante            |
| 8 de noviembre de 2020 | Potosí | Stormers San Lorenzo | 2 : 5     | Sol Radiante         |
| 8 de noviembre de 2020 | Potosí | Deportivo Cervecería | 1 : 5     | Rosario Central      |
| 10 de noviembre de 2020 | Potosí | Deportivo Cervecería | 1 : 7     | Stormers San Lorenzo |
| 11 de noviembre de 2020 | Potosí | Sol Radiante         | 0 : 1     | Rosario Central      |
| 14 de noviembre de 2020 | Potosí | Sol Radiante         | 2 : 1     | Deportivo Cervecería |
| 15 de noviembre de 2020 | Potosí | Rosario Central      | 1 : 2     | Stormers San Lorenzo |

### Grupo H - Santa Cruz (ACF)
| Pos. | Equipo               | Pts. | PJ | PG | PE | PP | GF | GC | DG |
| ---- | -------------------- | ---- | -- | -- | -- | -- | -- | -- | -- |
| 1.°  | Torre Fuerte         | 8    | 4  | 2  | 2  | 0  | 8  | 6  | +2 |
| 2.°  | Satélite Norte F. C. | 4    | 4  | 1  | 1  | 2  | 8  | 7  | +1 |
| 3.°  | Ferroviario          | 4    | 4  | 1  | 1  | 2  | 4  | 7  | −3 |

| \| Fecha \| Lugar \| Local \| Resultado \| Visitante \| \| ----------------------- \| ----------------------- \| -------------------- \| --------- \| -------------------- \| \| 7 de noviembre de 2020 \| Santa Cruz de la Sierra \| Torre Fuerte \| 3 : 2 \| Ferroviario \| \| 10 de noviembre de 2020 \| Warnes \| Satélite Norte F. C. \| 2 : 3 \| Torre Fuerte \| \| 13 de noviembre de 2020 \| Santa Cruz de la Sierra \| Ferroviario \| 1 : 0 \| Satélite Norte F. C. \| \| 16 de noviembre de 2020 \| Santa Cruz de la Sierra \| Ferroviario \| 0 : 0 \| Torre Fuerte \| \| 19 de noviembre de 2020 \| Santa Cruz de la Sierra \| Torre Fuerte \| 2 : 2 \| Satélite Norte F. C. \| \| 22 de noviembre de 2020 \| Warnes \| Satélite Norte F. C. \| 4 : 1 \| Ferroviario \| |                         |                      |           |                      |
| Fecha | Lugar                   | Local                | Resultado | Visitante            |
| 7 de noviembre de 2020 | Santa Cruz de la Sierra | Torre Fuerte         | 3 : 2     | Ferroviario          |
| 10 de noviembre de 2020 | Warnes                  | Satélite Norte F. C. | 2 : 3     | Torre Fuerte         |
| 13 de noviembre de 2020 | Santa Cruz de la Sierra | Ferroviario          | 1 : 0     | Satélite Norte F. C. |
| 16 de noviembre de 2020 | Santa Cruz de la Sierra | Ferroviario          | 0 : 0     | Torre Fuerte         |
| 19 de noviembre de 2020 | Santa Cruz de la Sierra | Torre Fuerte         | 2 : 2     | Satélite Norte F. C. |
| 22 de noviembre de 2020 | Warnes                  | Satélite Norte F. C. | 4 : 1     | Ferroviario          |

### Grupo I - Tarija (ATF)
| Pos. | Equipo           | Pts. | PJ | PG | PE | PP | GF | GC | DG  |
| ---- | ---------------- | ---- | -- | -- | -- | -- | -- | -- | --- |
| 1.°  | Real Tomayapo    | 11   | 6  | 3  | 2  | 1  | 9  | 3  | +6  |
| 2.°  | Quebracho        | 10   | 6  | 3  | 1  | 2  | 10 | 5  | +5  |
| 3.°  | García Agreda    | 9    | 6  | 2  | 3  | 1  | 8  | 6  | +2  |
| 4.°  | Atlético Bermejo | 3    | 6  | 1  | 0  | 5  | 7  | 20 | −13 |

| \| Fecha \| Lugar \| Local \| Resultado \| Visitante \| \| ----------------------- \| ----------- \| ---------------- \| --------- \| ---------------- \| \| 7 de noviembre de 2020 \| Tarija \| Real Tomayapo \| 6 : 1 \| Atlético Bermejo \| \| 7 de noviembre de 2020 \| Tarija \| García Agreda \| 1 : 1 \| Quebracho \| \| 10 de noviembre de 2020 \| Bermejo \| Atlético Bermejo \| 1 : 3 \| García Agreda \| \| 10 de noviembre de 2020 \| Villamontes \| Quebracho \| 1 : 0 \| Real Tomayapo \| \| 13 de noviembre de 2020 \| Tarija \| García Agreda \| 0 : 0 \| Real Tomayapo \| \| 13 de noviembre de 2020 \| Bermejo \| Atlético Bermejo \| 2 : 1 \| Quebracho \| \| 16 de noviembre de 2020 \| Bermejo \| Atlético Bermejo \| 0 : 1 \| Real Tomayapo \| \| 16 de noviembre de 2020 \| Villamontes \| Quebracho \| 1 : 0 \| García Agreda \| \| 19 de noviembre de 2020 \| Tarija \| García Agreda \| 3 : 2 \| Atlético Bermejo \| \| 19 de noviembre de 2020 \| Tarija \| Real Tomayapo \| 1 : 0 \| Quebracho \| \| 22 de noviembre de 2020 \| Tarija \| Real Tomayapo \| 1 : 1 \| García Agreda \| \| 22 de noviembre de 2020 \| Villamontes \| Quebracho \| 6 : 1 \| Atlético Bermejo \| |             |                  |           |                  |
| Fecha | Lugar       | Local            | Resultado | Visitante        |
| 7 de noviembre de 2020 | Tarija      | Real Tomayapo    | 6 : 1     | Atlético Bermejo |
| 7 de noviembre de 2020 | Tarija      | García Agreda    | 1 : 1     | Quebracho        |
| 10 de noviembre de 2020 | Bermejo     | Atlético Bermejo | 1 : 3     | García Agreda    |
| 10 de noviembre de 2020 | Villamontes | Quebracho        | 1 : 0     | Real Tomayapo    |
| 13 de noviembre de 2020 | Tarija      | García Agreda    | 0 : 0     | Real Tomayapo    |
| 13 de noviembre de 2020 | Bermejo     | Atlético Bermejo | 2 : 1     | Quebracho        |
| 16 de noviembre de 2020 | Bermejo     | Atlético Bermejo | 0 : 1     | Real Tomayapo    |
| 16 de noviembre de 2020 | Villamontes | Quebracho        | 1 : 0     | García Agreda    |
| 19 de noviembre de 2020 | Tarija      | García Agreda    | 3 : 2     | Atlético Bermejo |
| 19 de noviembre de 2020 | Tarija      | Real Tomayapo    | 1 : 0     | Quebracho        |
| 22 de noviembre de 2020 | Tarija      | Real Tomayapo    | 1 : 1     | García Agreda    |
| 22 de noviembre de 2020 | Villamontes | Quebracho        | 6 : 1     | Atlético Bermejo |

## Segunda fase
Los dieciocho equipos clasificados, los dos primeros lugares de los nueve grupos pasaron a esta fase. Se enfrentaron entre sí en nueve llaves de ida y vuelta. Originalmente se tenía pactado que los vencedores de las nueve llaves pasaran a la siguiente fase junto con el mejor perdedor. Sin embargo, durante una nueva sesión del Consejo Superior de la División Aficionados llevada a cabo el 26 de noviembre se determinó una nueva modificación de clasificación: Donde clasificaron los nueve vencedores de las llaves, junto con los tres mejores perdedores ubicados dentro de una tabla especial donde se valoraron los criterios de puntos, gol diferencia, goles a favor y en contra, tal como fue el criterio anteriormente especificado.
Las llaves ya fueron definidas durante otro Concejo de la División Aficionados el 1 de octubre según conveniencias geográficas. Los partidos se llevaron a cabo desde el 25 de noviembre hasta el 29 de noviembre. En caso de un eventual empate de puntos en cualquiera de las llaves, se procedió a la tanda de penales para el desempate. 

### Llaves eliminatorias
| Fechas               | Condición          | Local en la ida        | Global    | Local en la vuelta      | Condición          | Ida | Vuelta | Llave |
| -------------------- | ------------------ | ---------------------- | --------- | ----------------------- | ------------------ | --- | ------ | ----- |
| 25 y 29 de noviembre | 2.° F (Pando)      | Mariscal Sucre         | 2:4 (2:4) | Vaca Díez               | 1.° F (Pando)      | 2:1 | 0:3    | G1    |
| 25 y 28 de noviembre | 2.° C (Cochabamba) | Municipal Tiquipaya    | 3:5       | Deportivo FATIC         | 1.° D (La Paz)     | 2:3 | 1:2    | G2    |
| 25 y 28 de noviembre | 2.° D (La Paz)     | Chaco Petrolero        | 2:3 (4:2) | Cochabamba F. C.        | 1.° C (Cochabamba) | 2:0 | 0:3    | G3    |
| 25 y 28 de noviembre | 2.º G (Potosí)     | Rosario Central        | 1:1 (1:3) | Oruro Royal             | 1.º E (Oruro)      | 1:1 | 0:0    | G4    |
| 25 y 28 de noviembre | 2.° E (Oruro)      | Empresa Minera Huanuni | 5:7 (3:2) | Stormers San Lorenzo    | 1.° G (Potosí)     | 3:1 | 2:6    | G5    |
| 25 y 28 de noviembre | 2.° A (Beni)       | Deportivo Kivón        | 3:8       | Torre Fuerte            | 1.° H (Santa Cruz) | 2:7 | 1:1    | G6    |
| 25 y 29 de noviembre | 2.° H (Santa Cruz) | Satélite Norte F. C.   | 2:5       | Libertad F. C.          | 1.° A (Beni)       | 1:1 | 1:4    | G7    |
| 25 y 29 de noviembre | 2.° I (Tarija)     | Quebracho              | 4:5 (4:5) | Independiente Petrolero | 1.° B (Chuquisaca) | 3:2 | 1:3    | G8    |
| 25 y 28 de noviembre | 2.° B (Chuquisaca) | Fancesa                | 4:4 (2:4) | Real Tomayapo           | 1.° I (Tarija)     | 3:1 | 1:3    | G9    |

#### Tabla de equipos eliminados
Los tres mejores perdedores de la Fase 2 fueron transferidos a la tercera fase junto con los ganadores de llave. 

|  | Equipo transferido a la Tercera Fase |
|  | Equipos eliminados                   |

| Equipo               | Pts. | PJ | PG | PE | PP | GF | GC | DG |
| -------------------- | ---- | -- | -- | -- | -- | -- | -- | -- |
| Stormers San Lorenzo | 3    | 2  | 1  | 0  | 1  | 7  | 5  | +2 |
| Cochabamba F. C.     | 3    | 2  | 1  | 0  | 1  | 3  | 2  | +1 |
| Fancesa              | 3    | 2  | 1  | 0  | 1  | 4  | 4  | 0  |
| Quebracho            | 3    | 2  | 1  | 0  | 1  | 4  | 5  | −1 |
| Mariscal Sucre       | 3    | 2  | 1  | 0  | 1  | 2  | 4  | −2 |
| Rosario Central      | 2    | 2  | 0  | 2  | 0  | 1  | 1  | 0  |
| Satélite Norte F. C. | 1    | 2  | 0  | 1  | 1  | 2  | 5  | −3 |
| Deportivo Kivón      | 1    | 2  | 0  | 1  | 1  | 3  | 7  | −4 |
| Municipal Tiquipaya  | 0    | 2  | 0  | 0  | 2  | 3  | 5  | −2 |

## Tercera fase
Los diez equipos clasificados de la fase anterior se enfrentaron en seis llaves de eliminación directa, en partidos de ida y vuelta. Los seis equipos ganadores de las llaves y los dos mejores perdedores accedieron directamente a los cuartos de final. Las llaves fueron sorteadas el 29 de noviembre, una vez se conocieron los 12 equipos que llegaron a esta instancia, según la modificación del Consejo de la División Aficionados el 26 de noviembre.

### Llaves eliminatorias
| Fechas             | Local en la ida        | Global    | Local en la vuelta      | Ida | Vuelta | Llave |
| ------------------ | ---------------------- | --------- | ----------------------- | --- | ------ | ----- |
| 2 y 5 de diciembre | Empresa Minera Huanuni | 2:6 (1:4) | Real Tomayapo           | 2:1 | 0:5    | K1    |
| 2 y 5 de diciembre | Chaco Petrolero        | 0:7       | Independiente Petrolero | 0:2 | 0:5    | K2    |
| 2 y 5 de diciembre | Fancesa                | 4:2       | Deportivo FATIC         | 2:1 | 2:1    | K3    |
| 2 y 5 de diciembre | Oruro Royal            | 4:6       | Vaca Díez               | 2:4 | 2:2    | K4    |
| 2 y 5 de diciembre | Torre Fuerte           | 2:3 (4:5) | Libertad Gran Mamoré    | 1:3 | 1:0    | K5    |
| 2 y 5 de diciembre | Cochabamba F. C.       | 2:2 (5:4) | Stormers San Lorenzo    | 1:1 | 1:1    | K6    |

#### Tabla de equipos eliminados
Los dos mejores perdedores de la Fase 3 fueron transferidos a cuartos de final junto con los seis ganadores de llave.

|  | Equipos transferidos a los cuartos de final |
|  | Equipos eliminados                          |

| Equipo                 | Pts. | PJ | PG | PE | PP | GF | GC | DG |
| ---------------------- | ---- | -- | -- | -- | -- | -- | -- | -- |
| Torre Fuerte           | 3    | 2  | 1  | 0  | 1  | 2  | 3  | −1 |
| Empresa Minera Huanuni | 3    | 2  | 1  | 0  | 1  | 2  | 6  | −4 |
| Stormers San Lorenzo   | 2    | 2  | 0  | 2  | 0  | 2  | 2  | 0  |
| Oruro Royal            | 1    | 2  | 0  | 1  | 1  | 4  | 6  | −2 |
| Deportivo Fatic        | 0    | 2  | 0  | 0  | 2  | 2  | 4  | −2 |
| Chaco Petrolero        | 0    | 2  | 0  | 0  | 2  | 0  | 7  | −5 |

## Fases finales

### Cuadro de desarrollo
|  | Cuartos de final             | Cuartos de final             | Cuartos de final             | Cuartos de final             |   |           | Semifinales                   | Semifinales                   | Semifinales                   | Semifinales                   |  |                    | Final                        | Final                        | Final                        | Final                        |  |
|  | 9 al 13 de diciembre de 2020 | 9 al 13 de diciembre de 2020 | 9 al 13 de diciembre de 2020 | 9 al 13 de diciembre de 2020 |   |           | 16 al 20 de diciembre de 2020 | 16 al 20 de diciembre de 2020 | 16 al 20 de diciembre de 2020 | 16 al 20 de diciembre de 2020 |  |                    | 23 y 26 de diciembre de 2020 | 23 y 26 de diciembre de 2020 | 23 y 26 de diciembre de 2020 | 23 y 26 de diciembre de 2020 |  |
|  |                              |                              |                              |                              |   |           |                               |                               |                               |                               |  |                    |                              |                              |                              |                              |  |
|  |                              |                              |                              |                              |   |           |                               |                               |                               |                               |  |                    |                              |                              |                              |                              |  |
|  | Torre Fuerte                 | 1                            | 2                            | 3                            |   |           |                               |                               |                               |                               |  |                    |                              |                              |                              |                              |  |
|  | Torre Fuerte                 | 1                            | 2                            | 3                            |   |           |                               |                               |                               |                               |  |                    |                              |                              |                              |                              |  |
|  | Fancesa                      | 1                            | 4                            | 5                            |   |           |                               |                               |                               |                               |  |                    |                              |                              |                              |                              |  |
|  | Fancesa                      | 1                            | 4                            | 5                            |   | Fancesa   | 3                             | 1                             | 4 (4)                         |                               |  |                    |                              |                              |                              |                              |  |
|  |                              |                              |                              |                              |   | Fancesa   | 3                             | 1                             | 4 (4)                         |                               |  |                    |                              |                              |                              |                              |  |
|  |                              |                              | Real Tomayapo (p.)           | 1                            | 2 | 3 (5)     |                               |                               |                               |                               |  |                    |                              |                              |                              |                              |  |
|  | Cochabamba F. C.             | 1                            | Real Tomayapo (p.)           | 1                            | 2 | 3 (5)     | 0                             | 1                             |                               |                               |  |                    |                              |                              |                              |                              |  |
|  | Cochabamba F. C.             | 1                            |                              |                              |   |           |                               |                               |                               |                               |  |                    |                              |                              |                              |                              |  |
|  | Real Tomayapo                | 1                            | 1                            | 2                            |   |           |                               |                               |                               |                               |  |                    |                              |                              |                              |                              |  |
|  | Real Tomayapo                | 1                            | 1                            | 2                            |   |           |                               |                               |                               |                               |  | Real Tomayapo (p.) | 1                            | 1                            | 2 (4)                        |                              |  |
|  |                              |                              |                              |                              |   |           |                               |                               |                               |                               |  | Real Tomayapo (p.) | 1                            | 1                            | 2 (4)                        |                              |  |
|  |                              |                              | Independiente Petrolero      | 3                            | 0 | 3 (3)     |                               |                               |                               |                               |  |                    |                              |                              |                              |                              |  |
|  | Libertad F. C.               | 0                            | Independiente Petrolero      | 3                            | 0 | 3 (3)     | 0                             | 0                             |                               |                               |  |                    |                              |                              |                              |                              |  |
|  | Libertad F. C.               | 0                            |                              |                              |   |           |                               |                               |                               |                               |  |                    |                              |                              |                              |                              |  |
|  | Vaca Díez                    | 1                            | 2                            | 3                            |   |           |                               |                               |                               |                               |  |                    |                              |                              |                              |                              |  |
|  | Vaca Díez                    | 1                            | 2                            | 3                            |   | Vaca Díez | 1                             | 1                             | 2                             |                               |  |                    |                              |                              |                              |                              |  |
|  |                              |                              |                              |                              |   | Vaca Díez | 1                             | 1                             | 2                             |                               |  |                    |                              |                              |                              |                              |  |
|  |                              |                              | Independiente Petrolero      | 2                            | 3 | 5         |                               |                               |                               |                               |  |                    |                              |                              |                              |                              |  |
|  | Empresa Minera Huanuni       | 0                            | Independiente Petrolero      | 2                            | 3 | 5         | 0                             | 0                             |                               |                               |  |                    |                              |                              |                              |                              |  |
|  | Empresa Minera Huanuni       | 0                            |                              |                              |   |           |                               |                               |                               |                               |  |                    |                              |                              |                              |                              |  |
|  | Independiente Petrolero      | 0                            | 1                            | 1                            |   |           |                               |                               |                               |                               |  |                    |                              |                              |                              |                              |  |
|  | Independiente Petrolero      | 0                            | 1                            | 1                            |   |           |                               |                               |                               |                               |  |                    |                              |                              |                              |                              |  |
|  |                              |                              |                              |                              |   |           |                               |                               |                               |                               |  |                    |                              |                              |                              |                              |  |

- Los horarios corresponden a la hora local de Bolivia (UTC-4).

### Cuartos de final
| 9 de diciembre de 2020, 15:30 | Torre Fuerte       | 1:1 (1:0) | Fancesa            | Estadio Edgar Peña, Warnes |                         |
|                               | Nahuel Quiroga 41' |           | 73' Denilson Valda | Árbitro(s): Raúl Orosco    | Árbitro(s): Raúl Orosco |

| 12 de diciembre de 2020, 15:30 | Fancesa                                                                                       | 4:2 (1:1) | Torre Fuerte                                    | Estadio Olímpico Patria, Sucre |                          |
|                                | Denilson Valda 40' · Carlos Ardian 51' · Gary Saldías 75' (pen.) · Luis Fernando Gonzáles 89' |           | 11' Paúl Choquehuanca · 60' (pen.) Diego Rivero | Árbitro(s): Hostin Prado       | Árbitro(s): Hostin Prado |

| 9 de diciembre de 2020, 15:00 | Empresa Minera Huanuni | 0:0 | Independiente Petrolero | Estadio Manuel Flores, Huanuni |  |
|                               |                        |     |                         | Árbitro(s): Charles Terrazas   |  |

| 13 de diciembre de 2020, 15:30 | Independiente Petrolero | 1:0 (0:0) | Empresa Minera Huanuni | Estadio Olímpico Patria, Sucre |                            |
|                                | Martín Chiati 90'       |           |                        | Árbitro(s): Carlos Arteaga     | Árbitro(s): Carlos Arteaga |

| 9 de diciembre de 2020, 15:30 | Cochabamba F. C.    | 1:1 | Real Tomayapo      | Estadio Sebastián Ramírez, Tiquipaya |                            |
|                               | Gabriel Aguirre 11' |     | 45+3' David Robles | Árbitro(s): Carlos Arteaga           | Árbitro(s): Carlos Arteaga |

| 13 de diciembre de 2020, 15:30 | Real Tomayapo     | 1:0 (0:0) | Cochabamba F. C. | Estadio IV Centenario, Tarija |                             |
|                                | Matías Vicedo 53' |           |                  | Árbitro(s): Dilio Rodríguez   | Árbitro(s): Dilio Rodríguez |

| 9 de diciembre de 2020, 16:00 | Libertad F. C. | 0:1 (0:0) | Vaca Díez        | Estadio Gran Mamoré, Trinidad |                               |
|                               |                |           | 46' Franz Parada | Árbitro(s): Juan Nelio García | Árbitro(s): Juan Nelio García |

| 13 de diciembre de 2020, 17:00 | Vaca Díez                               | 2:0 (1:0) | Libertad F. C. | Estadio Roberto Jordán Cuellar, Cobija |                         |
|                                | Pedro Taborga 40' · Patrick Torelli 75' |           |                | Árbitro(s): Luis Yrusta                | Árbitro(s): Luis Yrusta |

### Semifinales
| 16 de diciembre de 2020, 15:30 | Fancesa                                                  | 3:1 (0:1) | Real Tomayapo        | Estadio Olímpico Patria, Sucre |                            |
|                                | Kevin Nieto 73' · Ronald Gallegos 76' · Kevin Torrez 83' |           | 18' Reynaldo Benítez | Árbitro(s): Javier Revollo     | Árbitro(s): Javier Revollo |

| 20 de diciembre de 2020, 15:30 | Real Tomayapo                                                                        | 0:1 (0:0) (5:4 p.)         | Fancesa                                                                                 | Estadio IV Centenario, Tarija |                         |
|                                | Javier Martínez 67' · Matías Vicedo 90+4'                                            |                            | 58' Ronald Gallegos                                                                     | Árbitro(s): Gaad Flores       | Árbitro(s): Gaad Flores |
|                                |                                                                                      | Tiros desde el punto penal |                                                                                         |                               |                         |
|                                | Javier Martínez · Jesús Flores · Reynaldo Benítez · Daniel Castellón · Matías Vicedo |                            | Ronald Gallegos · Gary Saldías · Carlos Mendoza · Yhonjairo Villegas · Luis F. Gonzáles |                               |                         |

| 16 de diciembre de 2020, 15:00 | Vaca Díez         | 1:2 (0:0) | Independiente Petrolero              | Estadio Roberto Jordán Cuellar, Cobija |                          |
|                                | Pedro Taborga 47' |           | 53' Mijail Avilés · 69' Gabriel Ríos | Árbitro(s): Hostín Prado               | Árbitro(s): Hostín Prado |

| 20 de diciembre de 2020, 15:30 | Independiente Petrolero                               | 3:1 (2:0) | Vaca Díez         | Estadio Olímpico Patria, Sucre |                 |
|                                | Gabriel Ríos 8' · Maxi Martínez 29' · Luis Parada 80' |           | 89' David Attamar | Árbitro(s): TBD                | Árbitro(s): TBD |

### Final
Los equipos que alcancen esta instancia ascendieron directamente a la Primera División, además en esta llave definieron la obtención del título o campeonato.
| 23 de diciembre de 2020, 19:30 | Real Tomayapo      | 1:3 (0:0) | Independiente Petrolero                                    | Estadio IV Centenario, Tarija |                         |
|                                | Jorge Martínez 61' | Reporte   | 54' Gabriel Ríos · 83' Martín Chiatti · 90+2'Maxi Martínez | Árbitro(s): Raúl Orosco       | Árbitro(s): Raúl Orosco |

| 26 de diciembre de 2020, 15:30 | Independiente Petrolero                                                                        | 0:1 (0:0) (3:4 p.)         | Real Tomayapo                                                                                              | Estadio Olímpico Patria, Sucre |                               |
|                                |                                                                                                |                            | 88' Camilo Mamani                                                                                          | Árbitro(s): Juan Nelio García  | Árbitro(s): Juan Nelio García |
|                                |                                                                                                | Tiros desde el punto penal | |                                |                               |
|                                | Joel Bejarano · Martín Chiatti · Nicolás Lebus · Óscar Díaz · Gabriel Ríos · Emerson Velásquez |                            | Javier Martínez · Daniel Castellón · Sergio Villamil · Juan Pablo Alemán · Víctor Martínez · Alex Martínez |                                |                               |

|                                                                                  |
| Real Tomayapo 1.er título Copa Simón BolívarAsciende a División Profesional 2021 |

## Clasificación final de ascensos
|                                                                  |                                                                               |
| Real Tomayapo Campeón Asciende a la División Profesional en 2021 | Independiente Petrolero Subcampeón Asciende a la División Profesional en 2021 |

## Estadísticas

### Goleadores
| Matías Vicedo                                      | Real Tomayapo        | 4 | 2 | 4   |
| Anderson Gonzaga                                   | Torre Fuerte         | 4 | 2 | 2   |
| Juan Godoy                                         | Stormers San Lorenzo | 3 | 2 | 1.5 |
| Alberto Pinto                                      | Libertad             | 2 | 2 | 1   |
| Maximiliano Martínez                               | Independiente        | 2 | 1 | 2   |
| João Vinicius                                      | Oruro Royal          | 2 | 1 | 2   |
| Sergio Justiniano                                  | Rosario Central      | 2 | 2 | 1   |
| Kevin Ferreira                                     | Sol Radiante         | 2 | 2 | 1   |
| Eduar Choma                                        | Blooming             | 2 | 2 | 1   |
| Matías Aguirre                                     | Mariscal Sucre       | 2 | 2 | 1   |
| Carlos Roca                                        | Mariscal Sucre       | 2 | 2 | 1   |
| Regis de Souza                                     | Stormers San Lorenzo | 2 | 2 | 1   |
| Fabián Medina                                      | Stormers San Lorenzo | 2 | 2 | 1   |
| Ronaldo Monteiro                                   | Quebracho            | 2 | 2 | 1   |
| Kevin López                                        | García Ágreda        | 2 | 2 | 1   |
| Actualizado el de 2020. Fuente: Diarios de Bolivia |                      |   |   |     |

### Tripletes, Pokers o más
| Grupo I - Fecha 1 | Matías Vicedo    | 0' · 0' · 0' · 0' | Real Tomayapo        | 6:1 | Atlético Bermejo  |
| Grupo H - Fecha 2 | Anderson Gonzaga | 0' · 0' · 0'      | Torre Fuerte         | 3:2 | Satélite Norte FC |
| Grupo G - Fecha 2 | Juan Godoy       | 0' · 0' · 0'      | Stormers San Lorenzo | 7:1 | Sol Radiante      |

### Autogoles
| Ángel Arriaga | Libertad  | 1 | Blooming         |  |  |  |  |  |  |  |
| Fernando Díaz | Quebracho | 1 | Atlético Bermejo |  |  |  |  |  |  |  |
|               |           |   |                  |  |  |  |  |  |  |  |

Fuente: []

### Récords de goles
- Primer gol de la Copa Simón Bolívar 2020:
  -  David Robles (3') (Grupo I - Fecha 1:  Real Tomayapo  6  - 1 Atlético Bermejo )
- Último gol de la Copa Simón Bolívar 2020:
  -  Camilo Mamani (88') (Final - Partido de vuelta: Independiente Petrolero 0 -  1  Real Tomayapo )
- Gol más rápido:
  - Por definir
- Gol más cercano al final del encuentro:
  -  Matías Vicedo   (94)  (Semifinal - Partido de vuelta:  Real Tomayapo 2 -  1 Fancesa
- Mayor número de goles marcados en un partido:
  - (9 goles) Segunda Fase - Partido de ida: Deportivo Kivón 2 - 7 Torre Fuerte
- Mayor victoria de local:
  - (7 goles) Primera Fase - Grupo E: Fecha 1: Oruro Royal 7 - 0 AMDECAR
- Mayor victoria de visita:
  - (7 goles) Primera Fase - Grupo G: Fecha 1:  Deportivo Cervecería 1 - 7 Stormers San Lorenzo